# Российско-гондурасские отношения
Росси́йско-гондура́сские отношения — двусторонние дипломатические отношения между Россией и Гондурасом, а также их предшественниками

## История

### Российская Империя и Гондурас
Гондурас стал одной из первых стран Центральной Америки и Карибского бассейна, с которыми Россия установила дружеские, а затем и дипломатические отношения.
В октябре 1876 года к Александру II обратился временный президент Гондураса Марко Аурелио Сото Мартинес. Марко Сото подчеркнул, что будет «считать за особенное удовольствие и величайшую честь» поддерживать с Россией «самые дружественные и благоприятные для Гондураса и Российской империи отношения». Помимо этого, послание президента сопровождалось письмом гондурасского министра иностранных дел Р. Росы Александру Горчакову, где министр просил канцлера лично вручить письмо президента Гондураса императору. 
Гондурасское правительство направило в Санкт-Петербург циркулярную записку, где обрисовывалась обстановка в Гондурасе, позитивно оценивалась личность президента Сото, говорилось о планах правительства Республики. Намекая на признание российской стороны, автор послания – министр иностранных дел Гондураса – выражал надежду, что правительство России «отнесется с благородным и живым интересом к положению Гондураса и к усилиям его граждан».
Горчаков написал 31 декабря 1876 года доклад Александру II, который свидетельствовал о интересе Горчакова к Центральной Америке и знании о ситуации там. Он прежде всего отметил, что правительства республик Центральной Америки, включая Гондурас, в последнее время прекратили междоусобные войны и «направляют свои усилия к разработке естественных богатств и развитию торговли этих стран», отметив при этом их удачное расположение между двумя океанами. Также Горчаков обращал внимание на строительство Гондурасом железной дороги, которая свяжет берега этих океанов. Отсюда он делал вывод, что Гондурас может стать важнейшим центром международной торговли. В сообщении отмечалось, что Великобритания отказалась от своих притязаний на прибрежные острова Бай и передало их Гондурасу, что укрепляло положение этой страны. В заключение Горчаков писал: «Осмеливаюсь испрашивать высочайшее разрешение признать Республику Гондурас и вступить с ней в сношения». Ознакомившись с докладом, царь поставил на его полях свою визу С-ъ (согласен). 
5 января 1877 года, Горчаков направил Роса, министру иностранных дел Гондураса, письмо, в котором сообщал, что он «не замедлил» представить Александру II послание Сото. Канцлер отмечал, что, «несмотря на временный характер» правительства Гондураса, он имеет «приятную обязанность» выразить этому правительству «удовлетворение, которое доставили государю императору уверения президента и министра иностранных дел Гондураса». Горчаков подчеркнул в заключении, что император «постоянно проявляет интерес к будущему Республики и желает дальнейшего развития и упрочения отношений взаимопонимания между обеими странами». Российское признание Гондураса привело к налаживанию отношений с республиками Центрально-американского региона.
В докладе от 12 января 1877 года Горчаков указал, что Гондурас принадлежит к тем республикам Центральной Америки, из числа которых Россия уже признала в 1872 году Коста-Рику.

#### Первая мировая война
В то время как Россия вступила в войну на стороне Антанты, Гондурас первоначально провозгласил нейтралитет, заявив, что «президент был уведомлен о состоянии войны, объявленной между Германией, Австро-Венгрией, Сербией, Францией, Великобританией и Россией, европейскими странами, с которыми Гондурас поддерживает дружественные отношения». Тем не менее, 19 июля 1918 года Гондурас вступил в войну на стороне Антанты, однако Россия вышла из войны ещё 3 марта 1918 года, подписав Бресткий мир.

### СССР и Гондурас
Гондурас и СССР были союзниками во Второй мировой войне. Среди кораблей, доставляющих ленд-лиз в СССР, были и корабли под «гондурасским флагом».
188 гондурасцев окончили высшие и средние профессиональные учебные заведения СССР, 9 гондурасцев были выпускниками аспирантур вузов и НИИ СССР, 12 гондурасцев окончили начальные и средние профессиональные учебные заведения СССР в 1960-1992-х годах.
Дипломатические отношения между СССР и Гондурасом установлены 30 сентября 1990 года.

### Российская Федерация и Гондурас
После распада Советского Союза, правительство Гондураса 3 января 1992 года признало Российскую Федерацию в качестве государства-продолжателя СССР.
Начиная с 1993 года посол России в Гондурасе является по совместительству послом в Никарагуа и Сальвадоре. С декабря 2005 года дипломатический ранг Чрезвычайного и Полномочного Посла России имеет Кондрашев Игорь Сергеевич.
Посол Гондураса во Франции является по совместительству послом в России.
Российского посольства в Гондурасе нет. Посол России в Никарагуа является послом России в Гондурасе по совместительству.
Почётными консулами России в Гондурасе назначены Фреди Антонио Нассер Сельман в Тегусигальпе, и Адольфо Пенья Кабус в Сан-Педро-Суле.
В 1994 году было подписано Соглашение о культурном и научно-техническом сотрудничестве. Создана совместная гондурасско-российская компания «Иннотекс-Гондурас С. А.», основным видом деятельности которой, является проведение геологоразведочных работ по разработке полезных ископаемых.
В 1999 году Россию посетил бывший президент Гондураса Карлос Роберто Рейна. В этом же году было заключено Соглашение о безвизовых поездках по дипломатическим и служебным паспортам.
14 сентября 2005 года стороны подписали Декларацию об основах отношений между Российской Федерацией и Республикой Гондурас.
Во время политического кризиса 2009 года в Гондурасе, Россия осудила государственный переворот 28 июня, встав на сторону смещённого президента Мануэля Селайи.
26 сентября 2014 года было подписано соглашение о безвизовом перемещении граждан обоих государств.